# Kinoshita Chōshōshi

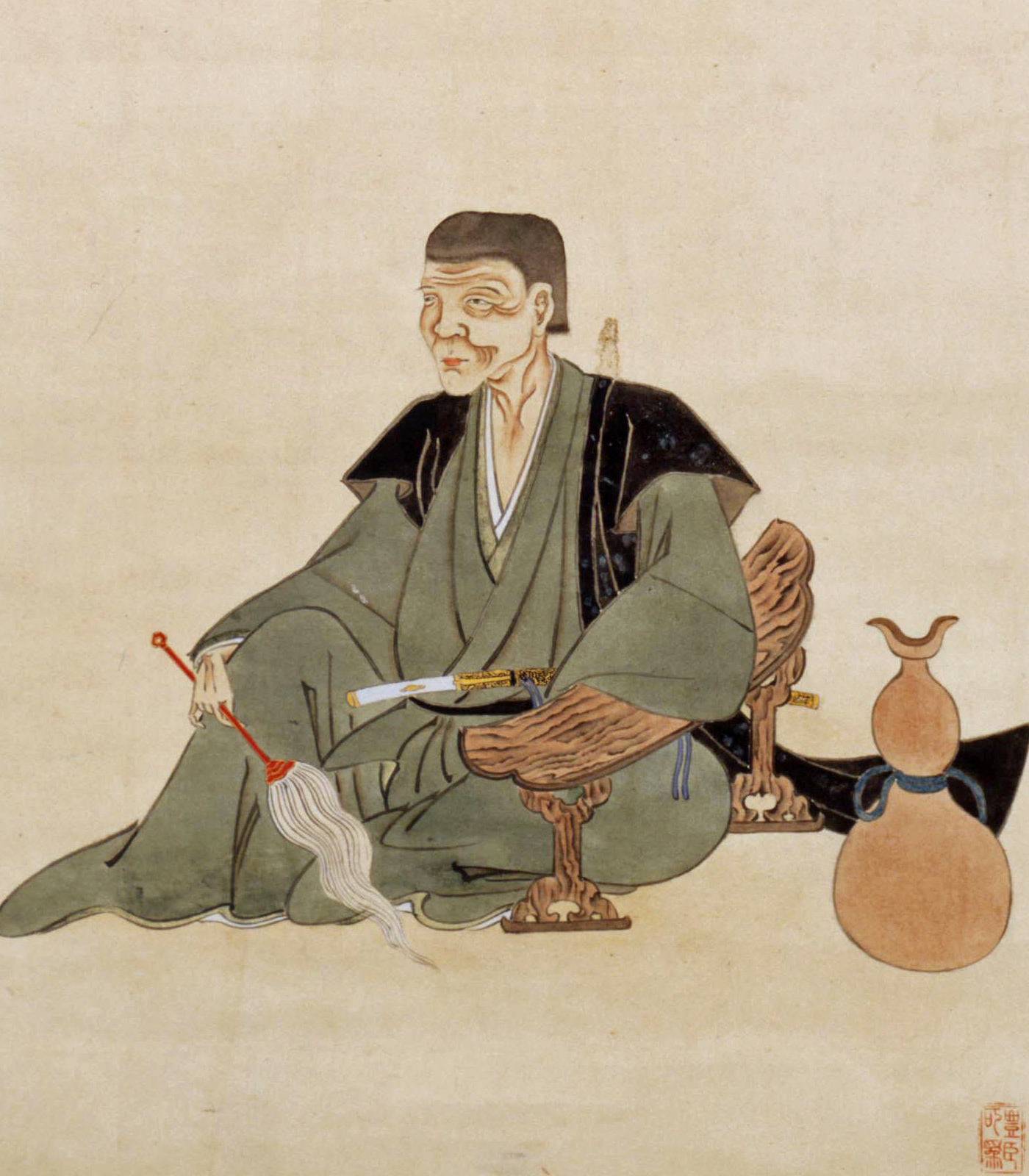
Kinoshita Chōshōshi

Kinoshita Chōshōshi (japanisch 木下 長嘯子; * 1569 in der Provinz Owari; † 27. Juli 1649) war ein japanischer Samurai und Waka-Dichter. Chōshōshi war sein Dichtername, während sein richtiger Kinoshita Katsutoshi (木下 勝俊) war.

## Leben
Der Sohn des Kriegsherren Kinoshita Iesaga absolvierte im Gefolge Toyotomi Hideyoshis, der mit Chōshōshis Tante Nene verheiratet war, eine rasche militärische Laufbahn. 1587 erhielt es das Lehen Tatsuno in der Provinz Harima. 1590 nahm er an der Schlacht seines Onkels gegen den Hōjō-Clan bei Odawara teil, zwei Jahre später leitete er eine Truppe von 1500 Mann bei dessen Invasion in Korea (Imjin-Krieg). Über beide Feldzüge führte er Tagebücher: Azuma no michi no ki und Kyūshū michi no ki (九州道之記).
Für seine Verdienste verlieh ihm Toyotomi Hideyoshi 1594 das Lehen Obama, das ihm ein Einkommen von 80000 Koku sicherte. In der Schlacht von Sekigahara, in der er im Dienste des Torii Mototada die Festung Fushimi zu verteidigen hatte, floh er vor den Truppen Ishida Mitsunaris nach Kyōto und verlor in der Folge seine Güter.
Die nächsten vierzig Jahre verbrachte er mit Unterstützung seiner Tante Nene zurückgezogen als Dichter und Lehrer in einer Villa in Higashiyama. Er stellte diese Zeit in dem Werk Kyohakushū (挙白集), 1649, dar. Seit 1641 lebte er, möglicherweise durch finanzielle Not gezwungen in Oshioyama im westlichen Kyōto. Als Dichter stand er in Kyōto in Konkurrenz und Auseinandersetzung mit Matsunaga Teitoku.
Ein weiteres Werk ist Wakasa shōshō Katsutoshi Ason shū (若狭少将勝俊朝臣集). Matsuo Bashō wurde von Kinoshitas Verkskunst beeinflusst.